# 라이스 푸딩

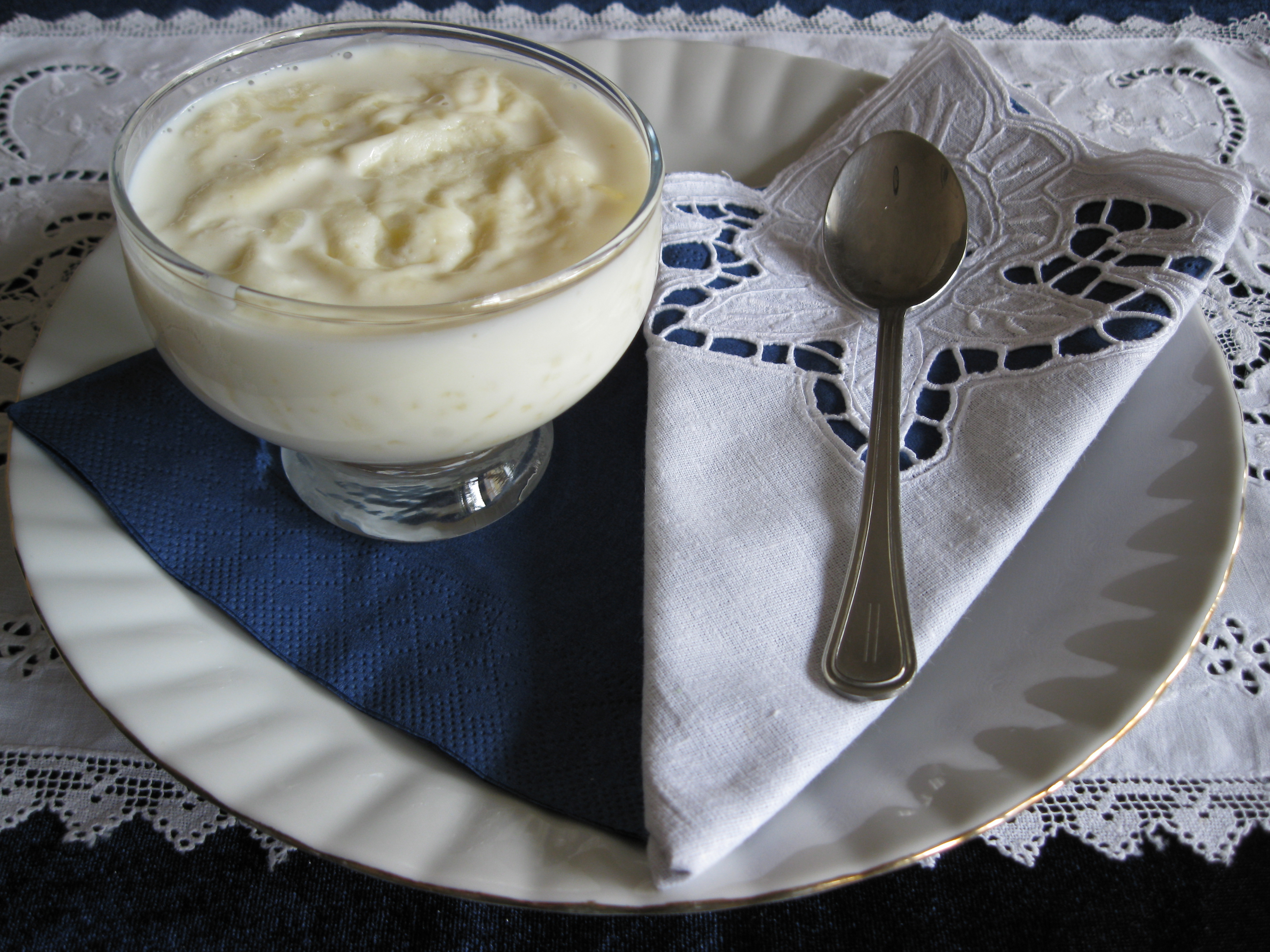
라이스 푸딩

라이스 푸딩은 푸딩의 한 종류로, 쌀에 설탕과 우유를 넣어 만든다. 서양에서 아이들의 간식으로 이용된다.

## 지역별 라이스 푸딩

### 북유럽
- 리센그뢰드(덴마크어: risengrød): 덴마크
- 리스그뢰우트(뉘노르스크: risgraut), 리스그륀스그뢰우트(뉘노르스크: risgrynsgraut): 노르웨이
- 리스그뢰트(보크몰: risgrøt), 리센그륀스그뢰트(보크몰: risengrynsgrøt): 노르웨이
- 리스그륀스그뢰트(스웨덴어: risgrynsgröt): 스웨덴
- 리시푸로(핀란드어: riisipuuro): 핀란드
- 흐리스그리오나그뢰이튀르(아이슬란드어: hrísgrjónagrautur): 아이슬란드

### 서유럽·중앙유럽·영어권
- 라이스 푸딩(영어: rice pudding): 뉴질랜드, 미국, 아일랜드, 영국, 오스트레일리아, 자메이카, 캐나다
- 레이스테브레이(네덜란드어: rijstebrij): 네덜란드
- 레이스테팝(네덜란드어: rijstepap), 레이스트팝(네덜란드어: rijstpap): 벨기에
- 밀히라이스(독일어: Milchreis): 독일, 오스트리아
- 스위트 라이스(영어: sweet rice): 가이아나, 트리니다드 토바고
- 테이베리주(헝가리어: tejberizs): 헝가리

### 동남유럽·서아시아·중앙아시아
- 랴코 스 오리스(불가리아어: мляко с ориз): 불가리아
- 롯즈 빌라반(이집트 아랍어: رز بلبن): 이집트
- 릇즈 브할립(아랍어: رز بحليب): 레바논
- 믈레치니 리시(슬로베니아어: mlečni riž): 슬로베니아
- 셰르비린지(다리어: شیربرنج): 아프가니스탄
- 수틀리아시(알바니아어: sutliash): 알바니아
- 수틀리야시(보스니아어: sutlijaš, 세르비아어: сутлијаш): 보스니아 헤르체고비나, 세르비아
- 수틀리야치(마케도니아어: сутлијач): 북마케도니아
- 쉬틀라치(튀르키예어: sütlaç): 튀르키예
- 시르베렌지(페르시아어: شیربرنج): 이란
- 시르비린지(쿠르드어: şîrbirinc): 쿠르디스탄
- 탐벌로리즈(알바니아어: tambëloriz): 코소보

### 남유럽·라틴아메리카·아프리카
- 뒤 리 오 레(프랑스어: du riz au lait): 아이티
- 리 오 레(프랑스어: riz au lait): 프랑스
- 리조갈로(그리스어: ρυζόγαλο): 그리스
- 모로초(스페인어: morocho): 에콰도르
- 아로스 이 례트(카탈루냐어: arròs i llet): 스페인(카탈루냐)
- 아로스 콘 둘세(스페인어: arroz con dulce): 푸에르토리코
- 아로스 콘 레이티(갈리시아어: arroz con leite): 스페인(갈리시아)
- 아로스 콘 레체(스페인어: arroz con leche): 과테말라, 니카라과, 도미니카 공화국, 멕시코, 베네수엘라, 볼리비아, 스페인, 아르헨티나, 엘살바도르, 우루과이, 칠레, 코스타리카, 콜롬비아, 쿠바, 파나마, 파라과이, 페루
- 아로스에스네(바스크어: arroz-esne): 스페인(바스크)
- 아호스 도스(포르투갈어: arroz doce): 포르투갈
- 아호스 도시(브라질 포르투갈어: arroz doce): 브라질
- 오레즈 쿠 랍테(루마니아어: orez cu lapte): 루마니아
- 크레마 디 리소(이탈리아어: crema di riso): 이탈리아

## 같이 보기
- 레이스터플라이
- 리 아 랭페라트리스
- 리살라망
- 리소 알 라테
- 리조비 나키프
- 모쇼바
- 무할라비야
- 므글리
- 부부르 크탄 히탐
- 솜비
- 숄레 자르드
- 쉬들뤼 플로브
- 자르다 (남아시아 음식)
- 자르다 (이라크 음식)
- 자피칸카
- 주냥
- 차키리
- 참포라도
- 카오 니아오 마무앙
- 캄브 아로
- 카트나푸르
- 키르
- 타락죽
- 퇴르굴
- 티복티복
- 퐁갈
- 프른 쉬틀라치
- 피르니